# Robert Mayer (Basketballfunktionär)
Robert Mayer (* 3. Oktober 1966 in Schotten) ist ein deutscher Basketballfunktionär.

## Leben
Der aus Krofdorf-Gleiberg stammende Mayer durchlief eine Lehre zum Industriekaufmann und studierte Betriebswirtschaftslehre. Er war ab 1992 für den Basketball-Bundesligisten MTV 1846 Gießen tätig. Bis 1998 lenkte er die Geschicke der Mannschaft als Geschäftsführer der Betreibergesellschaft Gispo-Sportmarketing GmbH. Im Sommer 1998 wechselte er als Manager zum Bundesligakonkurrenten Alba Berlin. Er wurde danach als Geschäftsführer und Prokurist der Betreibergesellschaft Alba Berlin Basketballteam GmbH tätig.